# 舊維里夫卡 (克拉斯諾赫拉德區)
舊維里夫卡（烏克蘭語：Старовірівка）是位於烏克蘭東部的村莊，由哈爾科夫州别列斯京区的舊維里夫卡市鎮負責管轄，並為該市鎮的行政中心。該村處於別列斯托文卡河畔，面積13.17平方公里，海拔高度137米，2001年人口3,543。